# Gornje Makojišće
Gornje Makojišće falu Horvátországban Varasd megyében. Közigazgatásilag Novi Marofhoz tartozik.

## Fekvése
Varasdtól 19 km-re délre, községközpontjától 4 km-re délnyugatra az Ivaneci-hegység völgyében fekszik.

## Története
A falunak 1857-ben 198, 1910-ben 350 lakosa volt. A trianoni békeszerződésig Varasd vármegye Novi Marofi  járásához tartozott. 2001-ben 114 háza és 389 lakosa volt.